# Síndrome de tetraamelia
El  síndrome de tetraamelia o tetraamelia autosómica recesiva, es una rara enfermedad congénita (presente en el momento del nacimiento) que se caracteriza por la existencia de malformaciones múltiples, destacando entre ellas la ausencia de las cuatro extremidades. Pueden existir otras malformaciones que afectan a la cabeza, ojo, pulmón, aparato genital y urinario. La enfermedad es hereditaria según un patrón autosómico recesivo en la mayor parte de los casos. Se ha detectado una mutación que provoca el mal que se localiza en el gen WNT3 situado en el cromosoma 17 (17q21), el cual codifica una proteína cuya función es crucial para el desarrollo de las extremidades en la fase embrionaria.